# Passo do Verde
Passo do Verde és un barri de la ciutat brasilera de Santa Maria, Rio Grande do Sul. El barri està situat al districte de Passo do Verde.

## Villas
El barri amb les següents villas: Passo do Verde, Passo Velho do Arenal, Arenal, Colônia Pena, Mato Alto, Vila Passo do Verde.

## Galeria de fotos
| Santa Flora | Pains                  | Arroio do Só             |
| Santa Flora |                        | Arroio do Só Formigueiro |
| Santa Flora | Santa Flora / São Sepé | Formigueiro              |